# Trigonella anguina
Trigonella anguina är en ärtväxtart som beskrevs av Alire Raffeneau Delile. Trigonella anguina ingår i släktet trigonellor, och familjen ärtväxter. Inga underarter finns listade i Catalogue of Life.